# Julia Archibald Holmes
Julia Archibald Holmes (1838 – 1887) fue una activista política estadounidense y la primera mujer en escalar el pico Pikes en Colorado. 

## Primeros años e inicio de la travesía
Holmes creció en un ambiente liberal, pues su padre era un ferviente abolicionista; y su madre, quien era amiga de Susan B. Anthony, una luchadora por los derechos de igualdad de las mujeres. En 1857 contrajo matrimonio con James Holmes y vivieron por un tiempo en Lawrence, Kansas. En el año 1858 la joven pareja se dirigió al oeste del país en búsqueda de oro, específicamente al pico Pikes. Se unieron a una caravana de unas doce personas. Durante el viaje, Julia vestía de un atuendo novedoso, el cual era considerado inapropiado por algunos: el bombacho, popular entre las activistas políticas de ese tiempo y que, según sus palabras, le daba mucha «libertad de movimiento». Además portaba blusa y pantalones de algodón, mocasines y un sombrero; ella denominaba al vestuario American Costume. Ante las críticas por no utilizar un vestido convencional, ella lo ignoraba. En el transcurso del viaje una banda de cheyennes intentaron adquirir a la chica a cambio de dos mujeres de su tribu. 

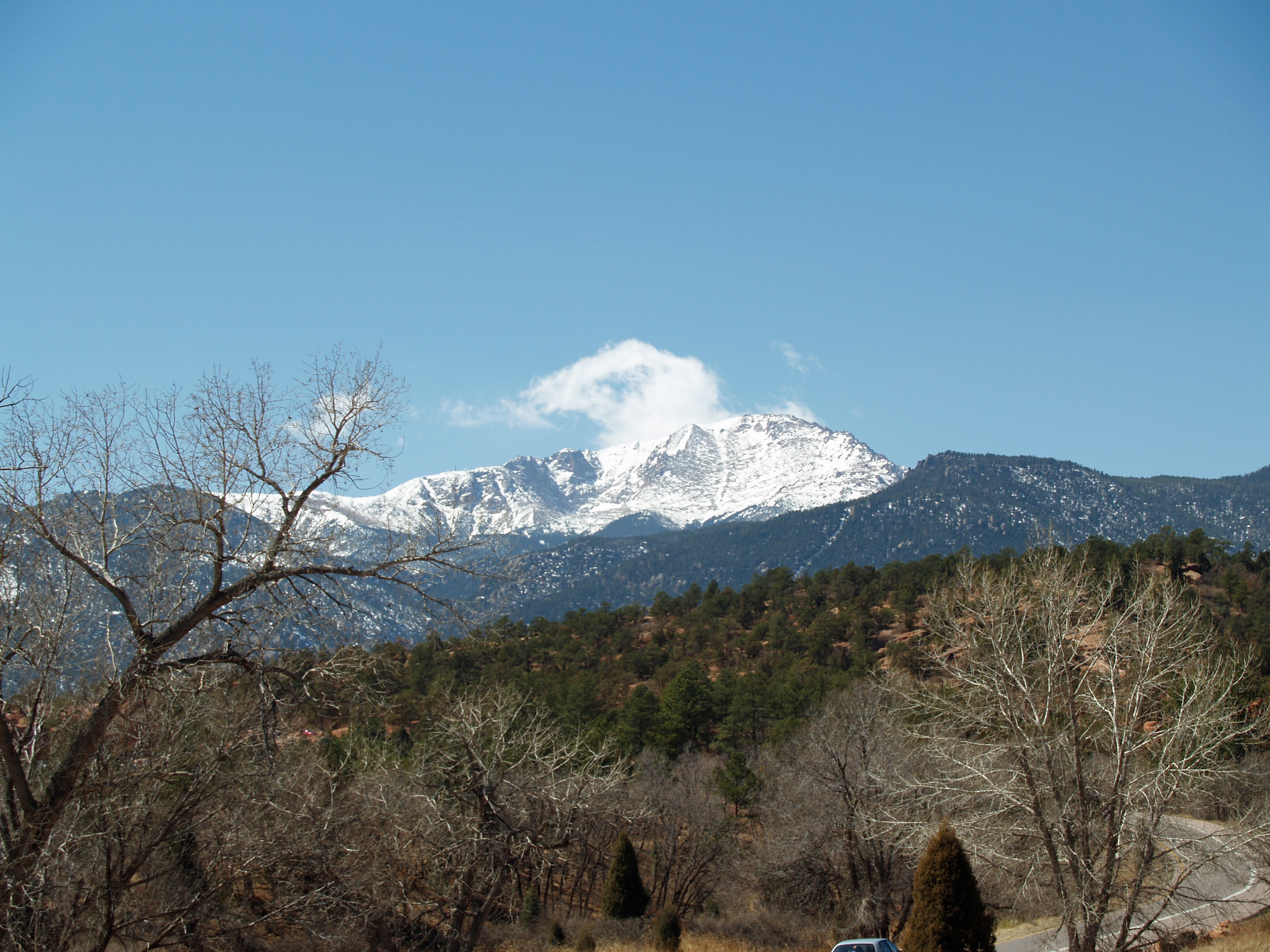
El pico Pikes.

## Conquista del pico Pikes
El día 4 de julio, el grupo divisó el Pico Pikes y posteriormente levantaron un campamento en las cercanías de Fountain Creek. Cierta vez Julia quiso compartir un turno de vigilancia junto a su esposo, pero fue rechazada. Con el transcurso del tiempo, y en medio de la monotonía del lugar, surgió la inquietud de escalar la montaña. El 1 de agosto, Julia, su esposo, más dos acompañantes, partieron con rumbo a la cima del pico de 14.110 pies de altura. Portaban con lo necesario para la travesía, inclusive había un libro de ensayos de Ralph Waldo Emerson. Asimismo, la chica dejaría sus impresiones en un diario personal.  
En contraste con la rudeza de la caminata, durante la cual el uso del bombacho fue de gran utilidad, ella anotó en su cuaderno: «la belleza de este panorama, está fuera del alcance de mis palabras». El 5 de agosto arribaron a la cumbre; al llegar los alpinistas escribieron cartas y dejaron huellas en una roca. Julia se dio tiempo para recitar algunas líneas de un poema de Emerson. Todos retornaron el siguiente día. Henchida de orgullo, escribió una carta a su madre donde destacaban estas palabras: «casi todos me desanimaban de intentarlo, pero yo sabía que bebía de hacerlo... Probablemente soy la primera mujer que ha arribado a la cima de esta montaña...»
Después de la aventura, cada uno de los emigrantes tomó por su lado. La pareja se asentó en Nuevo México, donde James logró obtener el cargo de Secretario del territorio, y Julia fue corresponsal del New York Tribune. En 1870 se mudaron a Washington D. C. y al poco tiempo se divorciaron. Ella continuó su papel como activista para lograr el sufragio de las mujeres, además de trabajar en puestos gubernamentales. De cuatro hijos que dio a luz, sobrevivieron dos. Holmes es considerada como la primera mujer que alcanzó una cima mayor de los 14.000 pies.